# Interros Moskwa (piłka nożna kobiet)
Interros Moskwa (ros. Женский футбольный клуб «Интеррос» Москва, Żenskij Futbolnyj Kłub "Intierros" Moskwa) – rosyjski kobiecy klub piłkarski z siedzibą w Moskwie.

## Historia
Kobieca drużyna piłkarska Interros Moskwa została założona w mieście Moskwa w 1992 jako sekcja piłki nożnej kobiet klubu Interros Moskwa. W 1992 klub debiutował w Wysszej Lidze i jako beniaminek zdobył mistrzostwo oraz Puchar Rosji. Ale w następnym roku kierownictwo klubu odmówiła finansowania sekcji kobiecej i klub został rozformowany.

## Sukcesy
- Wysszaja Liga:

mistrz: 1992
- Puchar Rosji:

zdobywca: 1992